# Historieta en el Reino Unido

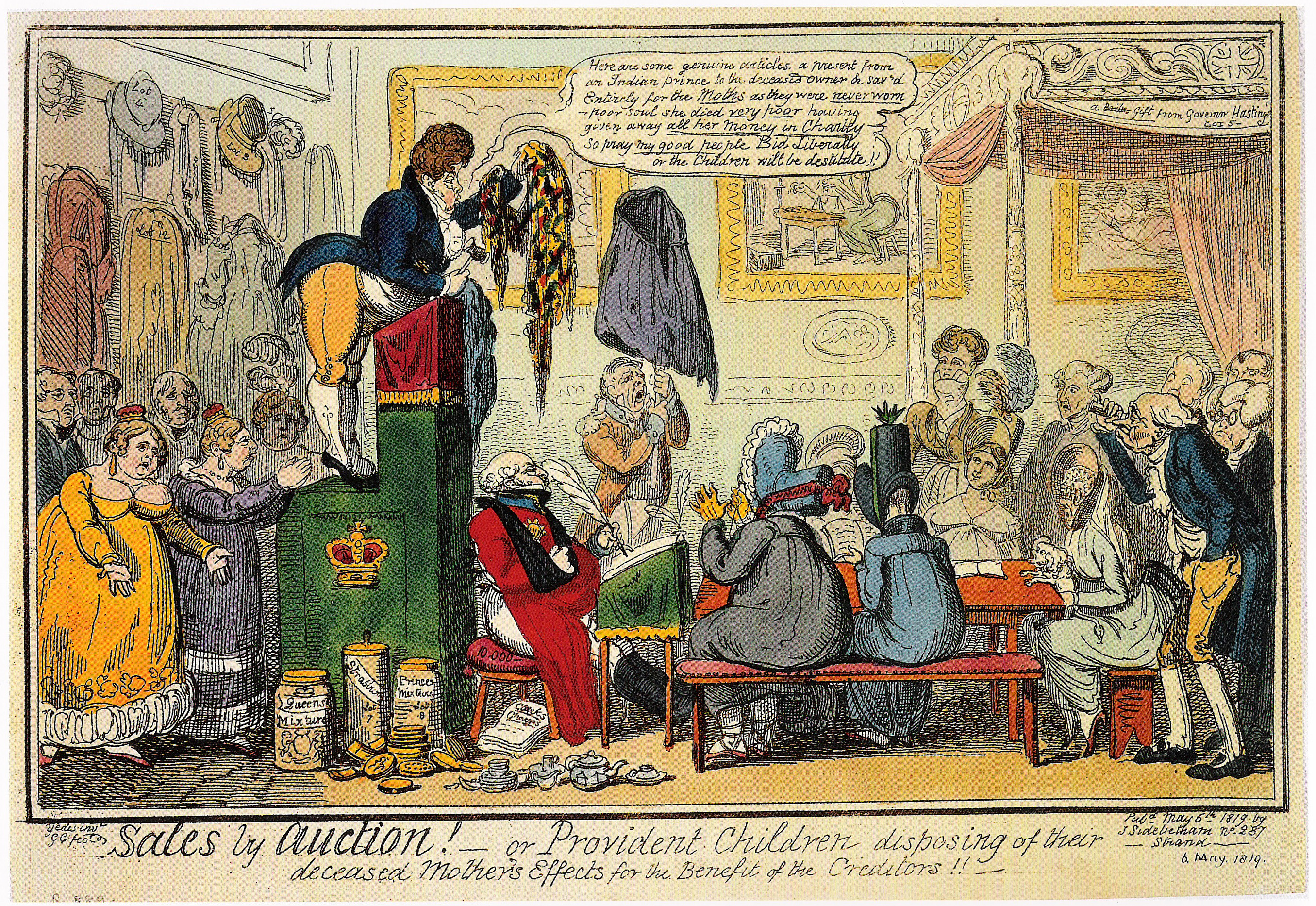
Caricatura de George Cruikshank de 1819.

La historieta o cómic británico es una de las tradiciones de historieta más importantes a nivel europeo, aunque ha sufrido en ocasiones la estrechez e incluso crisis de su mercado. Actualmente, su mercado interior no es especialmente potente, de tal forma que muchos de sus autores han acabado recalando en el cómic estadounidense.

## Introducción
Oscar Masotta menciona "el sentido concreto y cínico, por ejemplo, casi siempre vuelto a lo social, propio del humor inglés".

## Historia
Entre sus precedentes, suelen citarse las pinturas en serie del inglés William Hogarth (1697–1764), como A Rake’s Progress (La carrera de un libertino) y A Harlot’s Progress (La carrera de una puta).
Dos de los más grandes caricaturistas de la Gran Bretaña del siglo XVIII, Isaac (1756-1811) y George Cruikshank (1792-1878) adaptarían en broadsheets (hojas volantes) las aventuras de Tom y Jerry, ideados por Pierce Egan
Inspirada en la francesa Le Charivari, la revista mensual británica Punch (1841) fue el motor de la expansión mundial de la historieta, al dirigirse a un nuevo sector aupado también por la revolución social e industrial: la infancia.
Surgen también series con personajes fijos, como Alley Sloper, creada por W. G. Baster en 1884 para la revista Alley Sloper’s Half Holiday. Hay que destacar, sin embargo, el surgimiento de revistas y suplementos infantiles como las británicas Chip y Comic Cuts, ambas de 1890. Seguían colocándose los textos al pie de la viñeta.
La historieta estadounidense, a través de la editorial King Features Syndicate, invadió el ámbito europeo con Le Journal de Mickey (1934) aunque resiste la revista Beano.
En el diario británico Daily Mirror empezó a serializarse en 1943 la muy duradera Garth.

### La Edad de Oro
Debido a la guerra, se prohibió la importación de comic books estadounidenses en el Imperio británico, lo que permite un breve florecimiento de la producción autóctona en Canadá o Australia. Después de 1950 se suprime además el racionamiento de papel y aprovechando la explosión demográfica de la posguerra, hubo un auge de nuevas publicaciones de aventuras y románticas de gran éxito, como, en un primer momento Schoolfriend y Cowboy Comics de Fleetway y Eagle (1950) de Hulton Press. The Daily Mirror y The Sunday Mirror publican Andy Capp de Reg Smythe desde 1957.
Los dibujantes británicos de la época incluían muchos artistas de calidad y con experiencia pero se mostraron insuficientes para alimentar una industria de semejante tamaño, por lo que hacia 1954 empezaron a aparecer artistas extranjeros. El primero fue Giorgio Bellavitis en Swift y a continuación Jesús Blasco en Comet. Estos artistas estaban representados primero por la agencia belga A.L.I. y posteriormente por la española Bardon Art formada por el dibujante Jordi Macabich y el editor de la Fleetway Jerry Cocker. Posteriormente A.L.I. fue desapareciendo de la escena pero las demás se mantuvieron y a estas se unieron la agencia milanesa Studio Creazioni D'Ami de Rinaldo D'Ami en 1955, la romana Studio Giolitti, V.V. Arts, Luis Llorente Creaciones Editoriales, el estudio de Solano López, y Selecciones Ilustradas.
En 1955, tendrá lugar una campaña contra el medio instigada por el educador George Pumphrey y el Partido Comunista y como defensa no solo de la infancia, sino también de la cultura autóctona frente a la influencia estadounidense, que perjudicará a la historieta de terror y de crímenes.
Posteriormente aparecieron otras publicaciones que abarcaron un amplio espectro de lectores como Valiant (1962), Tiger, Lion, Junior Express, Boys World, Ranger, Look and Learn, Swift y Robin para chicos y Girl, Girls Crystal, Princess, Diana, Tina y June para chicas, entre numerosas otras. Las revistas masculinas solían incluir una mezcla de aventuras, deporte, guerra, humor y suspense y las femeninas aventuras románticas con chicas como protagonistas. Las publicaciones solían ser semanales con 32 páginas e impresas en blanco y negro en su mayoría, si bien hubo ediciones de 64 páginas.
Todavía continúan creándose series de aventuras populares como Modesty Blaise (1963) de Peter O'Donnel/Jim Holdaway.

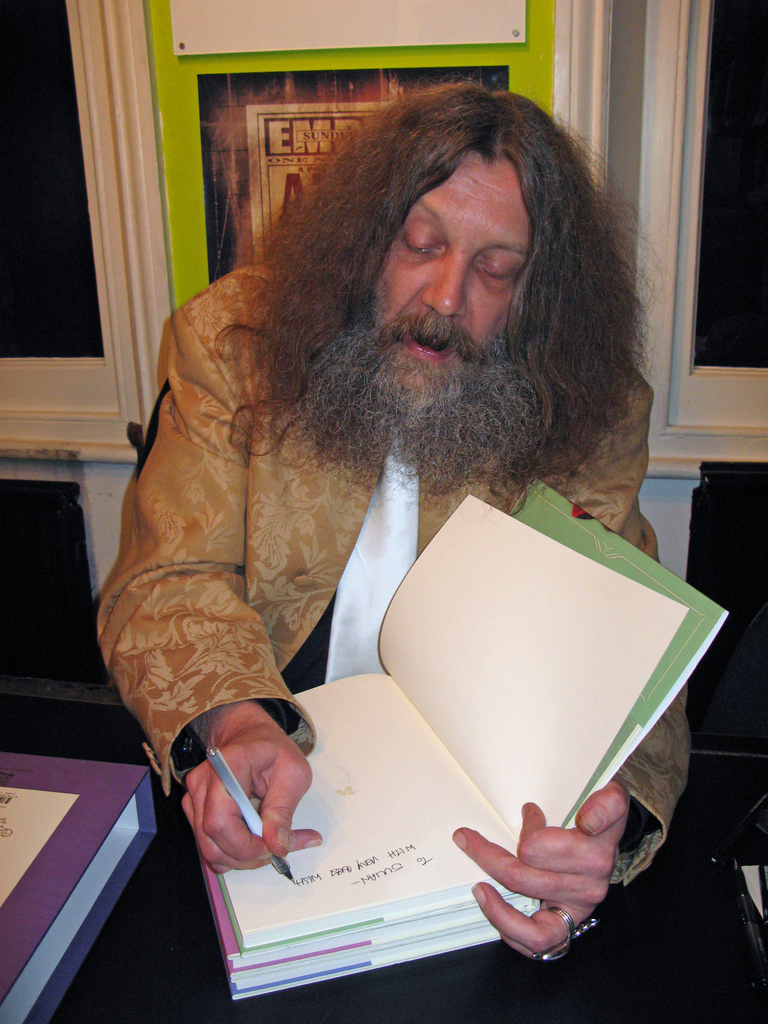
Alan Moore.

Entre las abundantes historietas inglesas de la agencia I. P. C., cabe destacar Zarpa de Acero de Ken Bulmer/Jesús Blasco, El imperio de Trigan de Mike Butterworth/Don Lawrence, El Ojo Mágico de Kelly de Tom Tully/Francisco Solano López y Mytek el Poderoso de Tom Tully/Eric Bradbury/Bill Lacey. Entre las infantiles, pueden destacarse Guillermito y su voraz apetito (Billy Bunter) y Barón, el gato pardo, y el mayordomo Abelardo (Mowser), ambas de Reg Parlett.
En 1977 se pusieron en marcha los Premios Eagle.

### Tiempos recientes
La revista "2000 AD" (1977) será el caldo de cultivo de toda una hornada de nuevos autores británicos que a partir de 1982, vendrían a revitalizar el comic-book de superhéroes estadounidense con obras como "Watchmen" (1986), de Alan Moore/Dave Gibbons, junto a nativos como Frank Miller. Por su parte, la editorial DC Comics fundaría oficialmente la línea Vertigo en 1993 para acoger la obra de autores británicos como Neil Gaiman o Grant Morrison.